# Fête de Min

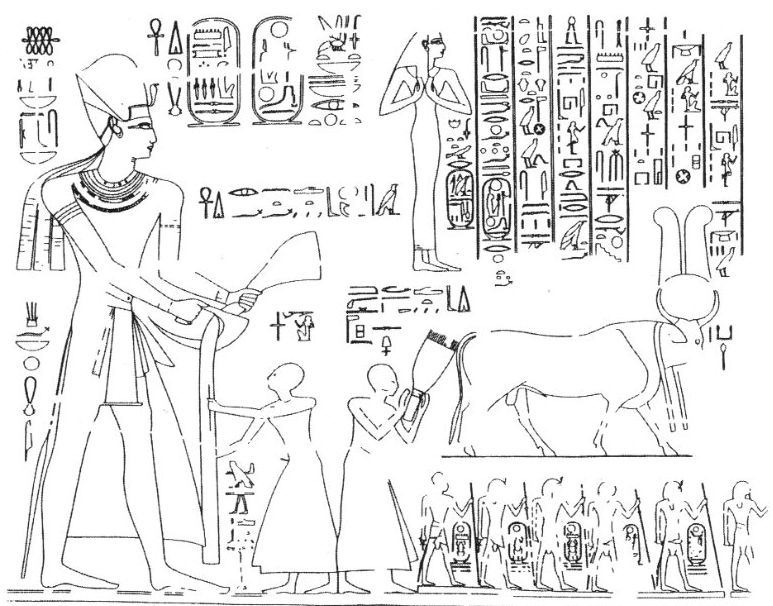
Bovins dans l'Égypte ancienne, Dessins d'Amon-Min, Illustrations du Ramesseum

La fête de Min est une cérémonie de l'Égypte antique pour célébrer la régénération d'un pharaon. Cette fête remonte à l'Égypte prédynastique et était encore très populaire à l'époque ramesside.
Elle participe au culte du roi et a lieu dans le dernier mois de l'été. La fête est organisée par le roi lui-même, en présence de sa femme, de la famille royale, et d'un tribunal. Le roi entre dans la sanctuaire du dieu Min, apportant des offrandes et brûlant de l'encens. Ensuite, le dieu debout est porté en procession dans le temple par des prêtres. Devant la statue du dieu, il y a deux petites statues du pharaon assis. La procession comprend des danseurs et des prêtres. En face du roi, il y a un taureau blanc qui porte un disque solaire entre ses cornes. À la fin de la procession, le dieu reçoit des offrandes sacrificielles du pharaon. À la fin de la fête, le pharaon donne une gerbe de céréales symbolisant la fertilité.
Le pharaon lors de cette fête procédait à un lâcher d'oiseaux (faucons ou/et oies) qui devaient s'envoler vers les quatre points cardinaux.